# Ursula Plassnik

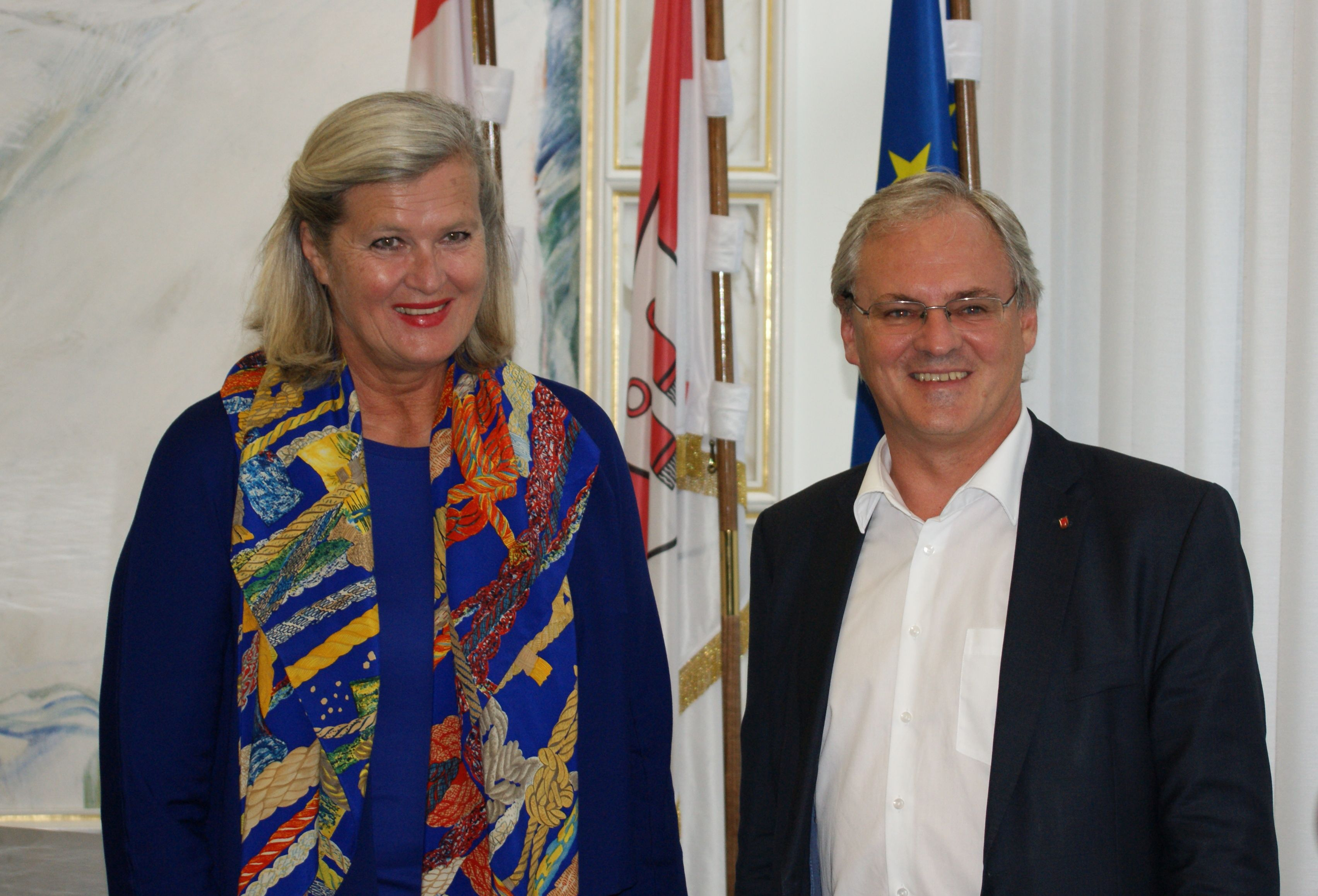
Ursula Plassnik mit Vorarlberger Landtagspräsident Harald Sonderegger in Bregenz (2018)

Ursula Plassnik (* 23. Mai 1956 in Klagenfurt, Kärnten) ist eine österreichische Diplomatin und Politikerin der ÖVP. Ab 2004 war sie als Nachfolgerin von Benita Ferrero-Waldner österreichische Außenministerin. Bis Dezember 2008 gehörte sie in dieser Funktion den Bundesregierungen Schüssel II und Gusenbauer an.

## Leben
Ursula Plassnik wuchs in einer sozialdemokratisch geprägten Klagenfurter Lehrerfamilie auf, besuchte das Ingeborg-Bachmann-Gymnasium in Klagenfurt und verbrachte das Schuljahr 1971/72 als Austauschschülerin an der Highschool in Foxcroft, Virginia, USA. Am 3. Juli 1978 promovierte sie zum Dr. iur. an der Universität Wien. Als Post-Graduate-Studentin studierte sie am Europakolleg Brügge. Beruflich arbeitete sie zunächst als wissenschaftliche Hilfskraft am Institut für Römisches Recht und antike Rechtsgeschichte, danach absolvierte sie ihr Gerichtsjahr. Nach einem Bankpraktikum in der Rechtsabteilung der Creditanstalt war sie ab 1981 in verschiedenen Funktionen für das österreichische Außenministerium tätig:
- 1981–1983: Österreichische KSZE-Delegationen zum Madrider Folgetreffen
- 1984–1986: Österreichische Botschaft Bern
- 1986–1987: Österreichische KSZE-Delegationen zum Wiener Folgetreffen
- 1987–1990: Österreichische Vertretung im Europarat
- 1990–1993: EFTA-Sekretariat, Genf
- 1994: Geschäftsführung der St. Galler Stiftung für internationale Studien
- November 1994: Bundesministerium für Auswärtige Angelegenheiten, Wirtschaftspolitische Sektion und EU-Koordination, zuletzt Leiterin der Abteilung Rat Allgemeine Angelegenheiten und Europäischer Rat.

Als sie in jenem Stab mitarbeitete, der mit den Vorbereitungen für die österreichische EU-Präsidentschaft betraut war, wurde sie mit Wolfgang Schüssel bekannt und von diesem ab 1. Juli 1997 als Kabinettschefin des Vizekanzlers eingesetzt. Bis dahin galt Plassnik als politisch neutral oder eher der SPÖ nahestehend. Im Jahr 2000 hätte Plassnik Ständige Vertreterin beim Europarat in Straßburg werden sollen, blieb aber dann doch in Wien, um Schüssel zu unterstützen, obwohl sie sehr skeptisch gegenüber der ÖVP-FPÖ-Koalition gewesen sein soll.
Plassnik war bis 15. Jänner 2004 Kabinettschefin des Bundeskanzlers; dann wechselte sie als österreichische Botschafterin in die Schweiz.
Am 18. Oktober 2004 wurde sie vom ÖVP-Bundesparteivorstand als Nachfolgerin von Benita Ferrero-Waldner vorgeschlagen und am 20. Oktober als österreichische Außenministerin der Bundesregierung Schüssel angelobt. Der ÖVP ist sie erst wenige Tage davor offiziell beigetreten. Sie blieb auch in der Bundesregierung Gusenbauer im Amt. Der spätere Außenminister und Bundeskanzler Alexander Schallenberg war damals ihr Pressesprecher und übte diese Aufgabe auch unter ihrem Nachfolger Michael Spindelegger (ÖVP) aus.
Am 23. November 2008 gab Plassnik bekannt, dass sie aus Unzufriedenheit über den mit der SPÖ vereinbarten EU-Kompromiss der Bundesregierung Faymann I nicht mehr angehören werde.
Sie nahm seitdem ihr Abgeordnetenmandat im Nationalrat wahr.
Am 6. Juli 2011 hielt sie ihre Abschiedsrede im Parlament und wechselte per Dezember 2011 als Botschafterin nach Paris.
Ursula Plassnik ist Mitglied im Executive Committee der Trilateralen Kommission.
Im Dezember 2015 beschloss der österreichische Ministerrat ihren Wechsel als Botschafterin nach Bern. Sie überreichte am 1. September 2016 dem Bundespräsidenten Johann Schneider-Ammann ihr Beglaubigungsschreiben. 2021 ging Ursula Plassnik in Pension. Ihre Nachfolgerin wurde im Juli 2021 Maria Rotheiser-Scotti.  

## Auszeichnungen (Auszug)
- Großkreuz des Verdienstordens der Italienischen Republik (2007)
- Großes Goldenes Ehrenzeichen am Bande für Verdienste um die Republik Österreich[7] (2007)
- Großkreuz des norwegischen Verdienstordens (2007)
- Großkreuz des Nordstern-Ordens
- Offizier der Ehrenlegion (2009)
- Premio Mediterraneo Diplomazia 2009–2010 (2010)
- Großes Goldenes Ehrenzeichen des Landes Kärnten (2021)